# Muzeum Ziemi Prudnickiej
Muzeum Ziemi Prudnickiej – muzeum regionalne w Prudniku zawierające zbiory z dziedziny archeologii, etnografii i historii południowej części obecnego województwa opolskiego.

## Historia

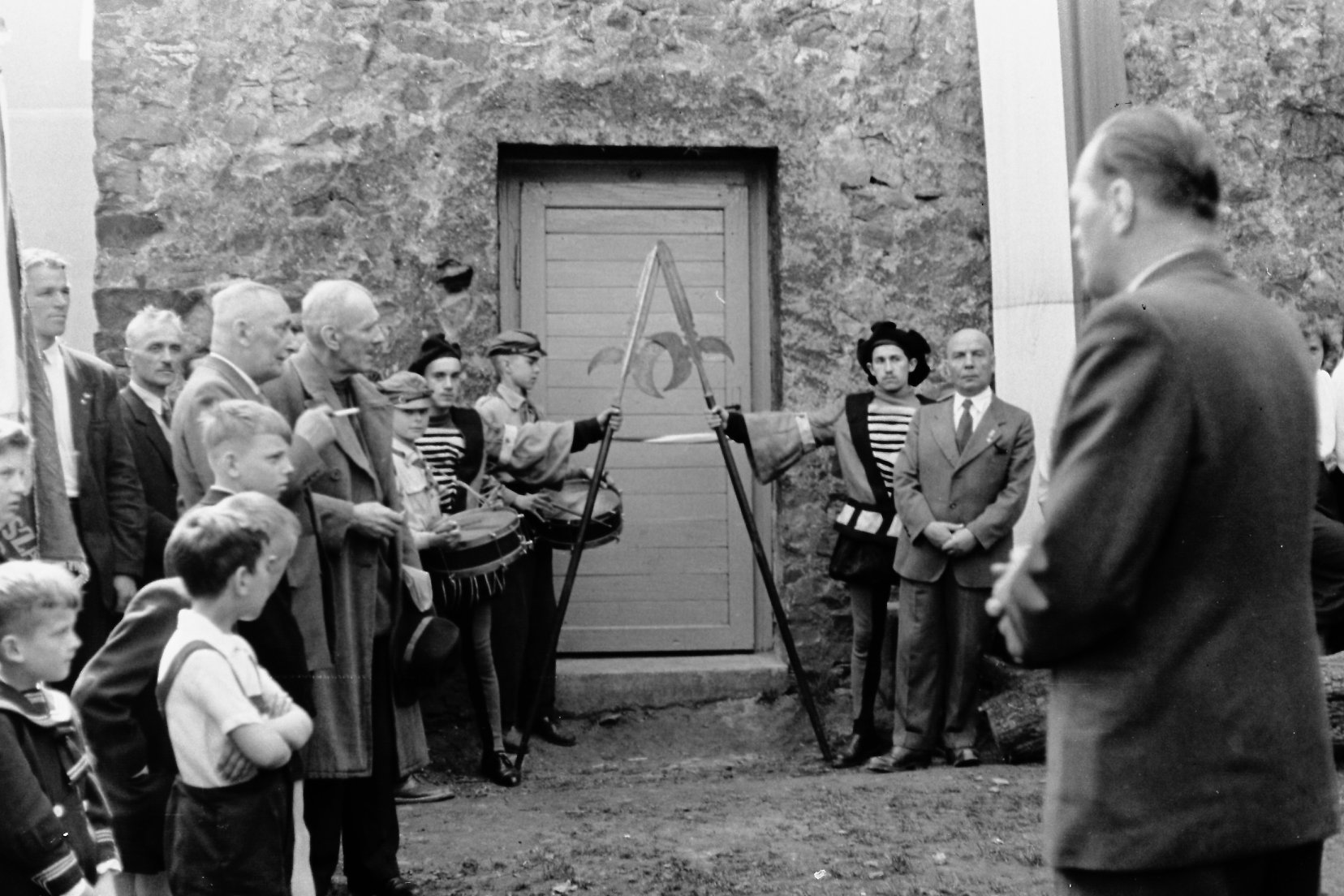
Otwarcie muzeum w Prudniku 10 maja 1959. Na zdjęciu widoczny m.in. Antoni Błaszczyński

Początki muzeum sięgają roku 1912, kiedy to miejski radny – Emil Metzner w testamencie przekazał miastu zgromadzone przez siebie pamiątki historyczne. Od 1929 do 1945 muzeum znajdowało się w ratuszu zajmując tam dwie sale.
Po II wojnie światowej muzeum wznowiło działalność 10 maja 1959 z inicjatywy Józefa Wierzyńskiego, początkowo jako filia Muzeum Śląska Opolskiego, w średniowiecznych basztach oraz w budynku do nich przylegających. Wcześniej baszty służyły różnym celom, jako: arsenał, więzienie miejskie, wieża ciśnień, schronisko młodzieżowe, więzienie Gestapo.
Samodzielność Muzeum Ziemi Prudnickiej uzyskało w roku 1968. Po roku 1999 było intensywnie rozbudowywane (m.in. odbudowano trzecie skrzydło istniejące przed wojną). Obecnie jest finansowane przez gminę Prudnik.
W styczniu 2010 roku muzeum rozszerzyło działalność poprzez uruchomienie nowego obiektu przy ul. Królowej Jadwigi 23 jako Centrum Tradycji Tkackich.
W 2017 partnerskie miasto Northeim podarowało muzeum 200 eksponatów, które zostały tam wywiezione podczas II wojny światowej.
Muzeum prowadzi współpracę z muzeum w Karniowie, Muzeum Wsi Opolskiej, Muzeum Śląska Opolskiego, Muzeum w Wodzisławiu Śląskim, Muzeum Miejskim „Dom Gerharta Hauptmanna” w Jeleniej Górze, Muzeum Ostrawskim, Muzeum Powiatowym w Nysie i Muzeum Ziemi Śląskiej w Opawie.

## Obiekty
W skład Muzeum Ziemi Prudnickiej wchodzą następujące obiekty:
- Arsenał (siedziba główna), ul. Bolesław Chrobrego 5[8]
- Centrum Tradycji Tkackich, ul. Królowej Jadwigi 23[9]
- Wieża Woka, pl. Zamkowy[10]

## Zbiory
W zbiorach archeologicznych szczególną wartość prezentują zabytki z okresu kultury łużyckiej, pochodzących ze stanowiska w Dytmarowie i Strzebniowie (obecnie dzielnica Gogolina).
Zbiory etnograficzne prezentują stroje regionalne, narzędzia i przedmioty używane w gospodarstwach domowych w okolicznych wsiach.
Zbiory historyczno–artystyczne obejmują dokumenty, druki, wyroby rzemieślnicze, atrybuty cechowe, broń białą i palną.
Do najcenniejszych zabytków należy pergamin księcia Władysława Opolczyka z 1384 roku. W muzeum znajdują się także wydawnictwa w języku polskim i niemieckim z XIX i XX wieku oraz eksponaty związane z powstaniami śląskimi, plebiscytem na Górnym Śląsku i przesiedleniami po 1945 roku.

### Ekspozycje stałe

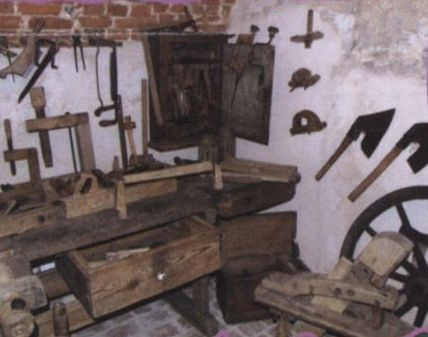
Ekspozycja „ginące zawody”

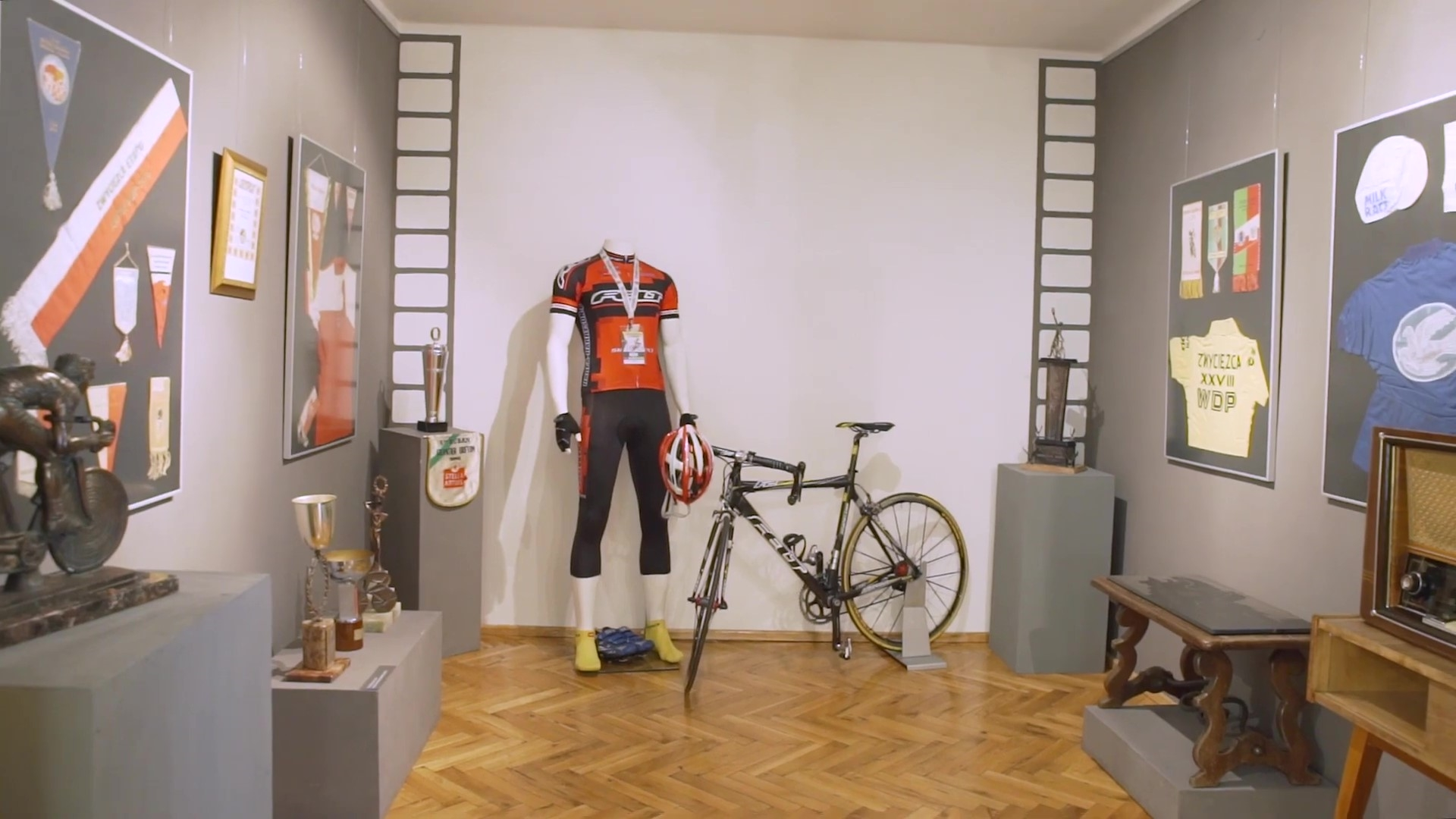
Ekspozycja „Stanisław Szozda – krótka historia wielkiego sukcesu”

Aktualnie w muzeum prezentowane są następujące ekspozycje stałe:
- „Ginące zawody”, związana z zawodem kołodzieja i stolarza[11]
- „Prudnicka fabryka tekstylna”, poświęcona Zakładom Przemysłu Bawełnianego „Frotex”, zawiera między innymi pokój Samuela Fränkla, gabinet Maxa Pinkusa, laboratorium oraz ręcznie malowane wzorniki tekstylne[12]
- „Galeria pod 2 basztami”, kolekcja obrazów olejnych, pasteli, akwareli oraz prac ceramicznych, największy zbiór dzieł artystki w Polsce[13]
- „Stanisław Szozda – krótka historia wielkiego sukcesu”, poświęcona Stanisławowi Szoździe, przedstawia między innymi jego medale z igrzysk Olimpijskich i Mistrzostw Świata, puchary, pamiątki, koszulki i rowery, na których jeździł[14]
- „Trzy źródła – jedno miasto”, poświęcona historii Prudnika, jako pierwsza w muzeum jest wzbogacona multimediami i dostępna w języku polskim, angielskim, niemieckim i czeskim[15]
- „Spojrzenie przez gardinkę. Wielokulturowość Górnego Śląska na przykładzie Ziemi Prudnickiej”, poświęcona przemianom jakie dokonały się na Śląsku po II wojnie światowej, związane z przesiedleniami ludności na Śląsk i ze Śląska[16]
- „Jak to ze lnem było”, poświęcona obróbce lnu
- „Dom śląski”

Oprócz ekspozycji stałych muzeum organizuje wystawy czasowe o szerokiej tematyce – od historii ziemi prudnickiej, poprzez rozwój lokalnych rzemiosł do prezentacji różnorodnych form sztuki współczesnej.